# قطعنامه ۱۱۸۰ شورای امنیت
قطعنامه ۱۱۸۰ شورای امنیت سازمان ملل متحد که در تاریخ ۲۹ ژوئن ۱۹۹۸ تصویب شد، سندی بین‌المللی دربارهٔ بررسی وضعیت در آنگولا است. این قطعنامه طی نشست ۳۸۹۹ام با ۱۵ رای موافق، ۰ مخالف و ۰ ممتنع تصویب شد.